# 龚亚夫
龚亚夫（1953年—），满族，中华人民共和国政治人物、第十一届全国政协委员。
加入中国民主同盟，担任人民教育出版社英语室主任。2008年，当选第十一届全国政协委员，代表新闻出版界，分入第四十四组。